# Somerset (grofija)
Somerset je grofija na jugozahodu Anglije. Glavno mesto grofije je Taunton, ki leži v južnem delu. Somerset meji na grofije Bristol in Gloucestershire na sevetu, Wiltshire na vzhodu, Dorset na jugovzhodu in Devon na jugozahodu. Na severu in zahodu delno meji na Bristolski zaliv in izliv reke Severn. Tradicionalna severna meja grofije poteka po reki Avon. Upravna meja pa leži bolj proti jugu zaradi nastanka in razvoja mesta Bristol ter kasneje nastanka grofije Avon in njenih naslednikov Unitary Authorities na severu.
Somerset je podeželska grofija številnih gričev kot so Mendip Hills, Quantock Hills. Velika močvirnata ravna področja pa spadajo v Narodni park Exmoor, v katerem leži tudi ravnica Somerset Levels. V grofiji sledi človeškega obstoja segajo v čas neolitika, našli so tudi ostanek naselij iz časa Rimljanov in Sasov. Kasneje je grofija igrala pomembno vlogo v političnem vzponu kralja Alfreda Velikega, v času angleške državljanske vojne ter Monmouthovega upora.
Najpomembnejšo vlogo v grofiji ima kmetijstvo. Reja ovc in živine za volno in sloveči siri iz te grofije (najbolj znan je sir čedar) je v grofiji prisotna že dlje časa. Razvito je tudi gojenje vrb za izdelavo košar. V grofiji so bili zelo razširjeni sadovnjaki jabolk in še danes je Somerset poznan po pridelavi jabolčnika (cider).
Mesto Bath je znano po gregorijanski arhitekturi in je na seznamu Unescove svetovne dediščine .

## Toponim
Ime Somerset izhaja iz stare angleščine Sumorsǣte, kratko za Sumortūnsǣte, kar pomeni »ljudje, ki živijo ali so odvisni od Sumortuna« (Somerton). Prva znana uporaba Somersætea je v zakonu kralja Ina, ki je bil saksonski kralj Wessexa od 688 do 726, zaradi česar je Somerset skupaj s Hampshirejem, Wiltshireom in Dorsetom eno najstarejših enot na svetu. Alternativni predlog je, da ime izhaja iz Seo-mere-saetan, kar pomeni »naseljence ob morskih jezerih«.
Staroangleško ime se uporablja v motu grofije, Sumorsie eale, kar pomeni »vsi ljudje Somerseta«. Sprejeta kot geslo leta 1911, je fraza vzeta iz Anglo-Saxon Chronicle. Somerset je bil del anglo-saksonskega kraljestva Wessex, in besedna zveza se nanaša na vso srčno podporo, ki so jo ljudje iz Somerseta dali kralju Alfredu v njegovem boju za reševanje Wessexa od napadalcev Vikingov.
Somersetska imena naselij so večinoma angleško-saksonska, nekatera imena gričev pa so britsko keltski elementi. Na primer, angleško-saksonska listina iz leta 682 se nanaša na Creechborough Hill kot »hrib, ki so ga Briti imenovali Cructan in anglo-saksonci Crychbeorh«. Nekatera sodobna imena so po poreklu britska, kot je Tarnock, medtem ko imajo druga sakonske in britske elemente, kot je Pen Hill.

## Zgodovina
Jame v Mendipskih hribih so bile naseljene že v paleolitiku  in predstavljajo obsežna arheološka najdišča, kot je v Cheddarjevi soteski. Kosti iz Goughove jame datirajo do 12.000 pr. n.. št,. celoten okostnjak, znan kot Cheddar Man, izvira iz leta 7150 pred našim štetjem. Primeri jamske umetnosti so bile najdene v Aveninski luknji. Nekatere jame so bile zasedene do sodobnih časov, vključno Wookey Hole.
Ravnica Somerset Levels - posebej suha območja pri Glastonburyju in Brent Knollu - imajo tudi dolgo zgodovino poselitve, za katere je znano, da so jih osušili lovci v mezolitiku.  Potovanje na območju je olajšala gradnja ene najstarejših znanih inženirskih cest na svetu, Sweet Track, ki izvira iz 3807 ali 3806 pred našim štetjem.
Točna starost spomenikov henge - kamnitih krogov Stanton Drew - ni znana, vendar se domneva, da je neolitska. Obstajajo številne trdnjave iz železne dobe, od katerih so bile nekatere, kot sta Cadbury Castle in Ham Hill kasneje v zgodnjem srednjem veku ponovno uporabljene.
Pod vladavino cesarja Vespazijana in širitve rimske prisotnosti v Britaniji, je druga legija Augusta leta 47 napadla Somerset z jugovzhoda. Grofija je ostala del Rimskega cesarstva do okoli leta 409, ko se je rimska okupacija Britanije končala. Našli so različne rimske ostanke, med njimi rimski tempelj Pagans Hill v Chew Stokeu, rimsko vilo Low Ham  in rimske kopeli, ki so dale svoje ime mestu Bath.
Ko so Rimljani odšli, so Britanijo napadla anglosaška ljudstva. Do leta 600 so imeli nadzor nad večino ozemlja, kar je danes Anglija, vendar je bil Somerset še vedno v domačih britanskih rokah. Do začetka osmega stoletja je kralj Ine iz Wessexa potisnil meje zahodnega saksonskega kraljestva dovolj daleč na zahod, da je vključil Somerset. Saška kraljevska palača v Cheddarju je bila v 10. stoletju večkrat uporabljena za gostovanje Witenagemota (svet modrecev). Po Normanskem osvajanju je bila grofija razdeljena na 700 fevdov, velika območja pa so bila v lasti krone, z utrdbami, kot je grad v Dunsterju, ki se uporabljajo za nadzor in obrambo. Somerset vsebuje HM Prison Shepton Mallet, ki je bil najstarejši zapor v Angliji še vedno v uporabi pred njegovim zaprtjem leta 2013, odprt leta 1610. V angleški državljanski vojni je bil Somerset v veliki meri bil pod parlamentarci, pri čemer so bili ključni dogodki obleganje Tauntona in bitka pri Langportu. Leta 1685 je bil izveden  Monmouthov upor v Somersetu in sosednjem Dorsetu. Uporniki so pristali v kraju Lyme Regis in odšli na sever, v upanju, da bodo zajeli Bristol in Bath, vendar so bili v bitki za Sedgemoor v Westonzoylandu poraženi, zadnja bitka, ki se je bila v Angliji. Arthur Wellesley je prevzel naslov vojvoda Wellingtonski iz mesta Wellington, in na bližnjem hribu obeležil velik, prepoznaven obelisk, znan kot Wellingtonov spomenik.
Industrijska revolucija v Midlandsu in Severni Angliji je pomenila konec somersetske industrije kočij. Vendar pa je kmetijstvo še naprej uspevalo. Leta 1777 je bilo ustanovljeno Društvo za spodbujanje kmetijstva, umetnosti, proizvodnje in trgovine Bath in West of England, da bi izboljšali načine kmetovanja. Kljub temu je 20 let kasneje John Billingsley izvedel raziskavo kmetijskega okrožja in leta 1795 ugotovil, da se lahko kmetijske metode še izboljšajo . Rudarstvo premoga je bilo v 18. in 19. stoletju pomembna industrija na severu Somerseta, do leta 1800 pa je bila vidna v Radstocku. Somerset Coalfield je do konca leta 1920 dosegel največjo proizvodnjo, vendar so vse jame so zdaj zaprte, zadnja leta 1973. Večina površinskih zgradb je bila odstranjena in poleg vetrnega kolesa izven Muzeja Radstock ostaja le malo dokazov o njihovem obstoju. Zahodno v Brendon Hills so v poznem 19. stoletju kopali železovo rudo in jo z železnicvozili v pristanišče Watchet za odpremo v peči pri Ebbw Vale.
Mnogi somersetski vojaki so med prvo svetovno vojno umrli, ko je Somerset Light Infantry utrpela skoraj 5000 žrtev. Vojni spomeniki so bili postavljeni v večini mest in vasi po grofiji. V drugi svetovni vojni je bila dežela baza za vojake, ki so se pripravljali na izkrcanje na dan-D. Nekatere bolnice, ki so bile zgrajene za žrtve vojne, ostajajo v uporabi. Taunton Stop Line je bila zgrajena, da bi odvrnila potencialno nemško invazijo. Ostanke bunkerjev se lahko vidi vzdolž obale, na jugu pa skozi Ilminster in Chard.

## Geografija

### Meje
Meje Somerseta so v glavnem nespremenjene iz srednjeveškega časa. Reka Avon je oblikovala večino meje z Gloucestershirom, razen hundred Bath Forum, ki prečka Avon, in je del Somerseta. Bristol je nastal kot mesto na Gloucestershirejevi strani Avona, vendar se je razširil čez reko v Somerset. Leta 1373 je Edvard III. razglasil »da bo mesto Bristol s pašniki in okraji odslej ločeno od grofij Gloucester in Somerset ... in da mora biti samostojna grofija.« 
Današnja severna meja Somerseta (ki meji na grofiji Bristol in Gloucestershire) teče vzdolž južnega brega Avona od Bristolskega kanala, nato pa sledi južnemu robu zaprtega območja Bristola, preden nadaljuje navzgor po Avonu, nato pa se od reke ločuje in vključi Bath in njegovo zgodovinsko zaledje severno od Avona, preden se sestane z Wiltshirejem pri Three Shire Stones na Fosse Way pri Batistonu.
Največja urbana območja v smislu prebivalstva so Bath, Weston-super-Mare, Taunton, Yeovil in Bridgwater. Mnoga naselja se razvijajo zaradi svojega strateškega pomena glede na geografske značilnosti, kot so prečkanja rek ali dolin v grebenih hribov. Primeri so Axbridge na reki Ax, Grad Cary na reki Cary, Nord Petherton na reki Parrett in Ilminster ob reki Isle. Midsomer Norton leži ob reki Somer, medtem ko sta Wellow Brook in Fosse Way rimski cesti skozi Radstock. Chard je najbolj južno mestece v Somersetu, na nadmorski višini 121 m pa je tudi najvišji.

### Geologija
Pokrajino sestavlja apnenčasti kras in spodnje jurske kamnine na severu in glina in mokrišča na sredi, ooliti vzhodu in jugu in devonski peščenjak na zahodu.
Na severovzhodu ravnice Somerset Levels so Mendip Hills, zmerno visoki apnenčasti hribi. Srednji in zahodni Mendip Hills so bili leta 1972 določeni kot območje izjemne naravne lepote in pokriva 198 km2. Glavni habitat na teh gričih so apnenčaste trave z nekaj obdelovalnimi površinami. Na jugozahodnem delu ravnice so številni hribi Quantock Hills, ki so bili leta 1956 prvič na območju Anglije določeni za območje izredne naravne lepote (Area of Outstanding Natural Beauty) , in so pokriti z resavami, hrastovimi gozdovi, starodavnimi nasadi iglavcev in pokriva 99 kvadratnih kilometrov. Somerset Coalfield je del večjega polja premoga, ki se razprostira v Gloucestershire. Severno od Mendip hills je dolina Chew in na jugu, na glinastem substratu široke doline pomembne za kmetijstvo in se drenirajo v Somerset Levels.

### Jame in reke
Obstaja široka mreža jam, vključno Wookey Hole, podzemne reke in soteske, vključno s soteskama Cheddar in Ebbor. Območje ima številne reke (Axe, Brue, Cary, Parrett, Sheppey, Tone in Yeo). Te vse drenirajo in odvajajo ravnice in močvirja srednjega in zahodnega Somerseta. Na severu grofije reka Chew teče v Bristol Avon. Parrett je skoraj plimska reka do Langporta, kjer obstajajo dokazi o dveh rimskih pristaniščih. Na isti lokaciji so med vladavino kralja Karla I. ladjam zaračunavali mostnino za plačilo vzdrževanja mostu.

### Ravnice in močvirja
Ravnica Somerset Levels (ali Somerset Levels in mokrišča, kot e manj pogosto, vendar bolj pravilno znana) so redko naseljena območja mokrišč osrednjega Somerseta, med Quantock in Mendip hills. Sestavljajo jih morske gline vzdolž obale in v notranjosti (pogosto šota). Ravnica je razdeljena na dva dela s Polden Hills; zemljišče na jugu odmaka reka Parrett, medtem ko  sever odmakata reka Ax in Brue. Skupna površina ravnice znaša približno 647,5 kvadratnih kilometrov in ustreza upravnemu okrožju Sedgemoor, ter tudi jugozahodno okrožje Mendip. Približno 70% površine je travinja, 30% je njiv. Razprostira se okoli 32 km v notranjosti in leži praktično na višini morske gladine. Preden je bila izsušena, je bila večina zemljišč v zimskem času plitvo brakično morje in poleti močvirje. Izsuševanje se je začelo v času Rimljanov in se je v različnih obdobjih ponavljalo: Anglosasi, v srednjem veku Glastonburyjska opatija med letoma 1400-1770 in med drugo svetovno vojno z izgradnjo reke Huntspill. Črpanje in upravljanje z vodo se še vedno nadaljuje.
Severno od ravnice Somerset Levels, Mendipsovega bazena pokriva manjše geografsko območje in tvori obalno območje okrog Avonmoutha. Tudi to je bilo obnovljeno z izsuševanjem. Odmaka se preko estuarija reke Severn v Walesu. Podobno nizko ležeči območji sta Caldicot in Wentloog.
V zahodnem delu okrožja, ki teče v Devon, je Exmoor, močvirje na devonskem peščenjaku, ki je bil leta 1954 določeno kot narodni park, v skladu z zakonom iz leta 1949. Najvišja točka v Somerseta je Dunkery Beacon na Exmoorju z višino 519 metrov.
Več kot 100lokacij v Somersetu je zaščitenih kot mesto posebnega znanstvenega interesa.

### Obala
Območje 64 km Bristolskega kanala in estuarij Severn je del severne meje Somerseta.  Bristolski kanal ima drugo največjo plimovanje na svetu. Na Burnham-on-Sea na primer, je plimovanje visoko več kot 12 metrov. Obstajajo prizadevanja za izgradnjo energetskega objeta Severn Barrage. Otok Steep Holm v Bristolskem kanalu je v ceremonialni grofiji in ga zdaj upravlja svet Severnega Somerseta.
Glavna obalna mesta so od zahoda do severovzhoda Minehead, Watchet, Burnham-on-Sea, Weston-super-Mare, Clevedon in Portishead. Obalno območje med Mineheadom in vzhodno skrajno obalo administrativne grofije v kraju Brean Down je znano kot zaliv Bridgwater in je nacionalni naravni rezervat. Severno od tega je obala Weston Bay in Sand Bay, katerih severni vrh, Sand Point, označuje spodnjo mejo ustja Severn. V srednjem in severnem delu grofije je obala nizka, saj se raven mokrišča srečuje z ravnijo morja. Na zahodu je obala visoka in dramatična, kjer se plato Exmoor sreča z morjem, z visokimi klifi in slapovi.

### Podnebje
Somerset ima skupaj s preostalo jugozahodno Anglijo zmerno podnebje, ki je navadno bolj milo od preostale države. Srednja letna temperatura je približno 10 °C. Spremembe sezonskih temperatur so zaradi bližnjih morskih temperatur manj ekstremne kot v večini Združenega kraljestva. Poletna meseca julij in avgust sta najtoplejša, povprečni dnevni maksimum pa je približno 21 °C. V zimskem času so običajne minimalne temperature 1 °C ali 2 °C. [65] Poleti visok Azorski tlak vpliva na jugozahod Anglije, vendar oblak včasih segajo na kopno, kar zmanjšuje število ur sonca. Večino padavin na jugozahodu povzročajo atlantske depresije.

## Gospodarstvo
Somerset je v glavnem kmetijsko področje z razvito živinorejo, proizvodnjo mleka in zelenjadarstva. V Britaniji je znan po alkoholni pijači cider in siru čedar.
Po hribih je več kamnolomov v katerih kopljejo apnenec in peščenjak. Večja mesta kot Taunton in Yeovil imajo nekaj industrije, vendar je največji objekt ob obali, to je nuklearna elektrarna - Hinkley Point, katere prva faza je bila zgrajena leta 1965.
Turizem je važna veja gospodarstva Somerseta, ki je poletna destinacija Angležev. Obiskujejo kopališča Weston-super-Mare, Minehead in Burnham-on-Sea ter kulturno- arhitektonske znamenitosti Batha, ki je od leta 1987 uvrščen na Unescov seznam svetovne dediščine.